# ألبيات
ألبيات؛ ( بريانزو ) هي بلدة وبلدية في مقاطعة مونزا وبريانزا. تقع على بعد ٢٥ كيلومترًا (١٦ ميلا ) شمال ميلانو، على ارتفاع ٢٥٠ مترًا (٨٢٠ قدمًا) فوق مستوى سطح البحر حيث تلتقي التلال الأخيرة في منطقة لومباردي العليا بسهل لومباردي. يحدها بلديات سيريجنو وكاراتيه بريانزا وسوفيكو وتريوجيو وليسوني.